# Lido di Venezia
Lido di Venezia ili jednostavno samo Lido je 12 kilometara dugi i uski otok (od 200 - 1600 m) na ulazu u Venecijansku lagunu, ujedno je to ime jednog od naselja metropolitanske Venecije na kojem stalno živi oko 17.000 stanovnika. Tijekom ljeta broj stanovnika otoka se uvelike poveća dolaskom brojnih turista (danas većinom talijanskih) koji tradicionalno ljetuju svakog ljeta na Lidu. 
Na Lidu se krajem ljeta održava poznati Venecijanski filmski festival od 1932. godine. 

## Zemljopisne odlike
Geološki Lido je pješčana sprud na ulazu u Venecijansku lagunu koja se nastavlja na poluotok Cavallino na sjeveru, i otok Pellestrina na jugu.
Na Lidu se zapravo nalaze tri odvojena naselja; Lido na sjeveru, Malamocco na sredini otoka, i  Alberoni na krajnjem jugu. 
Danas je Lido najveće naselje na otoku, tu se nalazi većina velikih hotela; Ausonia & Hungaria, Grand Hotel des Bains, Grand Hotel Excelsior, i većina važnih javnih objekata; Venecijanski Casino i Palača filmskog festivala (Palazzo del Cinema). Malamocco je bio prvo naselje na otoku i kroz puno stoljeća jedino. Malamocco je u jednom razdoblju (742. – 811.) bio i sjedište venecijanskog dužda. U naselju Alberoni nalazi se Golf klub, osnovan 1928.
Na Jadranskoj strani otoka, više od polovice obale tvore pješčane plaže, veći dio pripada različitim hotelima i ljetnikovcima. Među njima su poznati Excelsior, Ausonia & Hungaria i Des Bains, ovaj potonji hotel s kraja XIX st poslužio je kao izvrsna kulisa za film Luchina Viscontija Smrt u Veneciji, rađenom po noveli Thomasa Manna. 
Središte Lida je ulica Gran Viale Santa Maria Elisabetta, duga oko 700 m, koja vodi s jednog na drugi kraj otoka. Uz nju se nalaze većina javnih sadržaja na Lidu (trgovine, restorani, uredi). Na kraju ulice s Venecijanske strane, nalazi se polazište za brodove koji povezuju Lido s kopnom i Venecijom, kao i autobusna stanica za destinacije na otoku.
- Casino na Lidu radi ljeti, a zimi se seli u palaču Ca 'Vendramin Calergi u Veneciju.

## Povijest
Za ranog srednjeg vijeka naziv Lido Bovense ili Lido di San Nicolò odnosio se samo na kraj južno od Malamocca.
Malamocco je bio jedno od najvećih naselja u Venecijanskoj laguni, ali je nakon strašne kataklizme (možda ogromnog plimnog vala)  propao u XII stoljeću ), sjeverni dio otoka nikada nije bio jače naseljen. 
Godine 1202. godine na samom početku Četvrtog križarskog rata, Lido je bio polazni logor za nekoliko desetaka tisuća križara, koji su tamo ostali utaboreni nekoliko mjeseci jer nisu mogli platiti Mlečanima ugovorenu cijenu za transport brodovima do Palestine.
Od XVI st. počele su bogate plemićke venecijanske obitelji graditi svoje ljetnikovce na Lidu, tako je i obitelj Pisani zgradila svoj 1573. godine po nacrtima najpoznatijih arhitekata iz tog vremena: Andrea Palladio i Antonio da Ponte.
Od XVII st. počelo se obrazovati naselje Lido, oko crkve Santa Maria Elisabetta. No još sredinom XIX stoljeća otok je bio prepun povrtnjaka i voćnjaka. Krajem XIX stoljeća Lido se izgradio kao luksuzno kupališno mjesto, tada je podignuta i većina hotela i ladanjskih kuća na otoku.

## Naslijeđe
Pojam Lido se vremenom počeo vezivati uz luksuz i balnearni turizam, tako se s vremenom počeo koristiti u anglosaksonskom svijetu kao naziv za poseban tip vanjskih bazena, a u najnovije doba za luksuzne palube (Lido decks) s bazenima na brodovima za krstarenje.

## Vanjske poveznice
- Satelitske snimke Venecijanskog Lida na Googlu
- Informacije ot Lidu
- Informacije o Veneciji i Lidu